# Lékárník a kadeřník
Lékárník a kadeřník (též Lékárník a holič, ve francouzském originále Apothicaire et Perruquier) je opereta (opérette-bouffe) o jednom dějství francouzského skladatele Jacquese Offenbacha na libreto Élie Frébaulta z roku 1861. Její premiéra se konala 17. října 1861 v divadle Théâtre des Bouffes-Parisiens.

## Vznik, charakteristika a historie
Tato opereta vznikla v podstatě z nedorozumění. Na text Élie Frébaulta (1827–1911) napsal operetu pro Offenbachovo divadlo Bouffes-Parisiens jiný skladatel, patrně Laurent de Rillé (1824–1915), ale vedení divadla partituru nějakým způsobem ztratilo. Jak se vyrovnalo se skladatelem, není známo, ale Frébault se na základě smlouvy domáhal uvedení svého díla a Offenbachovi nezbylo, než aby novou hudbu napsal sám.
Situační komiku, na níž je zápletka postavena, doplňovala charakterizace komických mužských postav – směšně tyranského otce a dvou nápadníků jeho dcery, ostýchavého a nespolečenského lékárníka jako předurčeného ženicha Plumoiseaua a dámského kadeřníka, zcela nehrdinského milovníka s hrdinským jménem Chilpéric. Toto salonní, holubičí povolání již měl pro větší kontrast milovník v lidožroutské operetě Večerní vítr aneb Strašlivá hostina z roku 1857; zde je navíc děj umístěn do doby rokoka a hrdina je odborníkem na nejvyumělkovanější dobové účesy.
Přestože Offenbach psal hudbu k Lékárníkovi a kadeřníkovi ve spěchu a se zdráháním, vznikla „pikantní a duchaplná“ partitura (J.-C. Yon). Jde vlastně o pastiš hudebního stylu 18. století, kritici nazývali toto dílo „operetou časů minulých“ („opérette du temps jadis“) a revue La France musicale tvrdila, že kdo by poslouchal předehru bez toho, aby znal autora, by ji připsal některému Haydnovu žáku. Tato zmínka o „Haydnovu žáku“ potvrzuje i dojem, který si učinil kritik vídeňské premiéry, když napsal, že „[p]odle povahy této Offenbachovy hudební parodie bychom hádali daleko spíše na období 1780 až 1790 než na skladatelem uváděný rok 1750,“ a nacházel v hudbě ozvuk pomozartovské generace – Jírovce, Dittersdorfa, Zumsteega, – nebo Monsignyho, Philidora, či Bertona. Rokokové prostředí, kdy v lásce i hudbě vládl ornament, později Offenbach podobnými prostředky vykreslil ve druhém aktu svých Pastýřů (1865).
Prvotní inscenaci Lékárníka a kadeřníka, premiérované 17. října 1861, nebyl zamýšlen dlouhý běh, vyplňovala čas do přípravy nové verze mnohem ambicióznějšího Mostu vzdechů, která měla premiéru 2. listopadu. Ale její neúspěch znamenal brzký návrat tohoto dílka na jeviště Bouffes-Parisiens, kde se pak hrála průběžně po celá 60. léta 19. století. Další inscenaci Offenbach připravil v roce 1873, když převzal řízení divadla Théâtre de la Gaîté a současně fakticky i dramaturgii divadla Théâtre de la Renaissance. Od začátku sezóny 1873/74 zde nová nastudování Lékárníka a kadeřníka a Pan Karfiol si dovoluje pozvat… sdílela jeviště s pařížskými premiérami Dovolenky po večerce a Panenského jablíčka.
Ve Vídni uvedlo Lékárníka a kadeřníka poprvé divadlo Carltheater pod názvem „Apotheker und Friseur“ 6. března 1862. Opereta se obecenstvu líbila, avšak celkově nedosáhla vysokého počtu repríz ani se nerozšířila do jiných zemí monarchie. Die Presse ji posuzovala příznivě: „Mnohé je v této Offenbachově operetě komponováno s jemností a náladovostí, tu a tam nikoli bez parodického ducha.“ Zato Fremden-Blatt se spokojil s konstatováním, že „v hudebním ohledu je bezvýznamná“. Na přelomu června a července 1862 mohli Vídeňané ve třech představeních konfrontovat tuto inscenaci s originálním pojetím při hostování souboru Bouffes-Parisiens.
Po Vídni následovaly další inscenace v německých městech, především v Berlíně. Tamější představení Lékárníka a kadeřníka v Krollově opeře navštívil koncem ledna 1863, kdy v tomto městě pobýval i Offenbach, také slavný skladatel Giacomo Meyerbeer a následně Offenbacha osobně představil pruské královně Augustě. Roku 1863 byl Lékárník a kadeřník poprvé hrán také v Lublani. Ruská premiéra se konala v Malém divadle v Moskvě 23. ledna 1870 v překladu Nikolaje Jefstafjeviče Vildeho (Karla Gustava von Wildenau) pod názvem Аптекарь и парикмахер.
Od doby Offenbachova života je Lékárník a kadeřník hrán velmi málo. Novou kritickou edici představil vydavatel Offenbachova díla Jean-Christophe Keck poprvé 1. a 2. června 2007 koncertně na Festivalu Jacquese Offenbacha v Bad Ems. Za Keckova řízení uvedla tuto operetu roku 2015 i La Péniche Opéra (se sídlem ve Vitry-sur-Seine). Roku 2020 ji společnost pod Keckovým vedením hrála ve foyer Théâtre de l'Odéon v Marseille.

## Osoby a první obsazení
| osoba                        | hlasový obor    | světová premiéra (17.10.1861)       | vídeňská premiéra (6.3.1862) |
| ---------------------------- | --------------- | ----------------------------------- | ---------------------------- |
| Boudinet                     | tenor (baryton) | Charles Desmonts                    | Carl Adolph Friese           |
| Chilpéric                    | tenor           | Pierre-Armand Potel                 | Zimmermann                   |
| Plumoiseau                   | tenor           | Jean-Paul (vl. jm. Émile Kauffmann) | Lucca                        |
| Sempronia, Boudinetova dcera | soprán          | Gervais                             | Karoline Tellheim            |

## Děj operety
(Skromný pařížský salon v bytě měšťan Boudineta) Boudinet si zakládá na své výstřednosti, která dnes dosahuje vrcholu. Usmyslil si totiž, že provdá svou dceru Sempronii za syna svého starého přítele, lékárníka Plumoiseaua z La Palisse. Tohoto syna nikdy neviděl ani on, ani Sempronia, ale už obstaral ohlášky a ještě dnes se půjde k notáři uzavřít sňatek. Dopis od starého Plumoiseaua varoval, že mladý Plumoiseau je mládenec velmi schopný ve svém povolání, které zdědil po otci, ale jinak trochu nesmělý. Boudinet ho právě netrpělivě očekává – stejně jako kadeřníka, který má doupravit nevěstu k obřadu. Sempronia se sice svatbě do poslední chvíle bránila, ale Boudinet na manželství z lásky nevěří, sám nikdy nemiloval a stejně žil spokojeně (romance Je n'ai jamais connu l'amour).

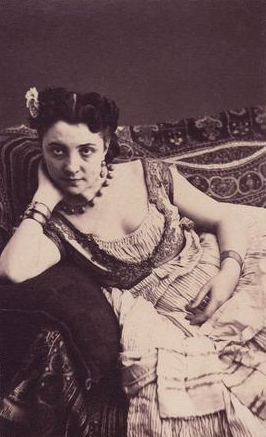
Mademoiselle Gervais, první představitelka Sempronie

Přichází mladý nakadeřený muž; jmenuje se Chilpéric a Boudinet ho považuje za ženicha. Nutí ho do konverzace a žene ke stolu, aby se po dlouhé cestě najedl. Mladíkovy rozpaky si vykládá jako ohlášený ostych a Chilpéric zase brzy přijde na to, že prchlivému Boudinetovi není radno odporovat, a usedá ke stolu a hoduje. Je to však ve skutečnosti kadeřník, ba přes své mládí hrdý mistr svého řemesla. Přišel nevěstě vytvořit nejmodernější účes, ale zmocňuje se jej melancholie. Stále totiž musí myslit na jistou dívku, kterou před půl rokem potkal ve svém rodném Carpentrasu (romance Un ange, une femme inconnue).
V tu chvíli vchází Sempronia, aby pozdravila svého nastávajícího. Poznává v mladíkovi muže, do kterého se zamilovala při pobytu u tety v Carpentrasu, a protože i Chilpéric se v ní setkává s dívkou, o níž právě snil, jsou oba nenadálým shledáním nadšeni a ihned si vyznávají lásku (duet Est-ce un erreur de mon œil en délire?). Než stačí Chilpéric Sempronii vysvětlit, že není její ženich, vstoupí skutečný Plumoiseau. Sempronia se na něj oboří, neboť jej považuje za opozdivšího se kadeřníka, a žene ho do práce. Hladový Plumoiseau by raději něco pojedl, ale Sempronia i vrátivší se Boudinet umlčí jeho námitky a rázně jej donutí, aby se chopil hřebene. Plumoiseau je zcela zmatený a zejména chování tchána jej značně irituje, ale pro krásu nevěsty se tomuto vrtochu podřizuje (kvartet Si ce n'était cette superbe femme).
V salonu mezitím probíhá slovní potyčka mezi Chilpéricem, který se netrpělivě snaží odejít učesat nevěstu, a Boudinetem, který jej zadržuje, dokud nebude nevěsta učesána (duet Il est vif comme la poudre!... De mes mains frôler sa figure!). Jejich spor přeruší rozčilená Sempronia, která si stěžuje, že její kadeřník vůbec neví, co si počít s hřebenem. Chilpéric se hned nabízí, že dílo provede sám, a překvapení Boudinet i Sempronia nabídku vděčně přijímají. Boudinet se snaží Plumoiseaua vyhodit a jen s obtížemi se nešťastný mladík dostane ke slovu, aby objasnil svou pravou totožnost. I tak však otec mladíkovi nevěří a považuje ho za podvodníka. To tvrdí Boudinet i vracejícímu se páru, Chilpéricovi a nakadeřené Sempronii. Dívka konečně vysvětlí otci celou situaci: Chilpéric není její předurčený ženich, zato však je mužem, kterého miluje (kuplet Une fille ingénue).
Boudinet není zásadně proti jejich lásce, ale dal slovo Plumoiseauovi a ohlášky znějí na jméno Plumoiseau. Ukáže se však, že i Chilpéric je příjmením Plumoiseau, ba dokonce je bratrancem Théobula Plumoiseaua, původního nápadníka. Ten je setkáním potěšen a vzdává se nároků na Sempronii. Všichni čtyři se v dobré náladě vydávají na pořádný oběd v nějaké restauraci – a po cestě se staví u notáře na oddavky. Snad bude manželství šťastné a novomanželé si hned tak nevjedou do vlasů (finále Vous allez entrer en ménage).

## Diskografie
- 2007 (rozhlasová nahrávka WDR - živá nahrávka z Bad Ems, dosud nevydaná) Zpívají: (Sempronia) Mojca Erdmannová, (Boudinet) Leandro Fischetti, (Plumoiseau) Michael Ganz, (Chilpéric) Jörg Sabrowski. WDR Rundfunkorchester Kôln řídí Helmuth Froschauer (v němečině).

## Instrumentace
Dvě flétny (2. též pikola), hoboj, dva klarinety, fagot; dva lesní rohy, dvě trubky, pozoun; bicí souprava; smyčcové nástroje (housle, violy, violoncella, kontrabasy).